# Geschichte der Stadt Bruchsal

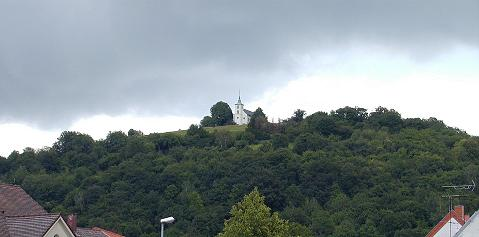
Michaelsberg (Michelsberg)

Die Geschichte der Stadt Bruchsal beginnt bereits im 4. Jahrtausend vor Christus, als es eine Ansiedlung auf dem Michaelsberg gab (Michelsberger Kultur).

## Anfänge bis 15. Jahrhundert
Die älteste noch heute nachweisbare Ansiedlung ist im Jahre 640 bei der heutigen Peterskirche entstanden. Erstmals urkundlich erwähnt wurde Bruchsal 976 anlässlich des Besuchs Königs Otto II. als bruhosella inter paludes (Königshof – oder Wohnsitz – zwischen den Sümpfen) erwähnt, wobei althochdeutsch bruho, bruoc Bruch, Sumpf und seli Wohnsitz, Halle bedeutet. 966 hatte Otto der Große in einer Urkunde die heutige belgische Hauptstadt Brüssel als „Bruocsella“ erwähnt, und 1072 wurde die französische Stadt Broxeele als „Brocsela“ mit derselben Bedeutung erwähnt. Der Name wird auf verschiedene Weisen im Laufe von rund 900 Jahren zitiert von Bruhosella über Bruohsele, Bruohsela, Brochsale, Broxole, Brucsel, Brusela, Bruoselle, Bruhsel, Bruchsel (16. Jahrhundert), Prussel zu Bruchsal.
980 rasteten Otto II., seine Frau Theophanu und ihr Gefolge vom 8. bis 11. Oktober in Bruchsal im Königshof. 985 eignete Herzog Otto sich Bruchsal im salischen Kirchenraub an.
Im Jahr 1002 nahm Heinrich II. in Bruchsal die Unterwerfung seines Rivalen Herrmann von Schwaben entgegen. 1056 schenkte Heinrich III. dem Bischof von Speyer (Konrad I.) die Ansiedlung. Die Stadt verblieb beim Bistum Speyer bis zur Säkularisation 1802 und wurde Sitz eines Verwaltungsbezirks, der zunächst nur das eigentliche Stadtgebiet umfasste.
1067 wohnte Heinrich IV. zeitweise in Bruchsal.
Bei dem Ortsteil Helmsheim befand sich auf dem „Schlossbuckel“ eine Burg, die Burg Helmsheim.
1248 wurde Bruchsal erstmals als Stadt bezeichnet, 1278 die Kirche St. Peter erstmals erwähnt, 1320 diese und der Königshof (Schloss) nach Beschädigung wieder neu aufgebaut, 1358 der Bergfried erbaut und 1452 die Stadtmauer vollendet. 1460 fanden in Bruchsal erste Münzprägungen statt.

## 16. bis 18. Jahrhundert

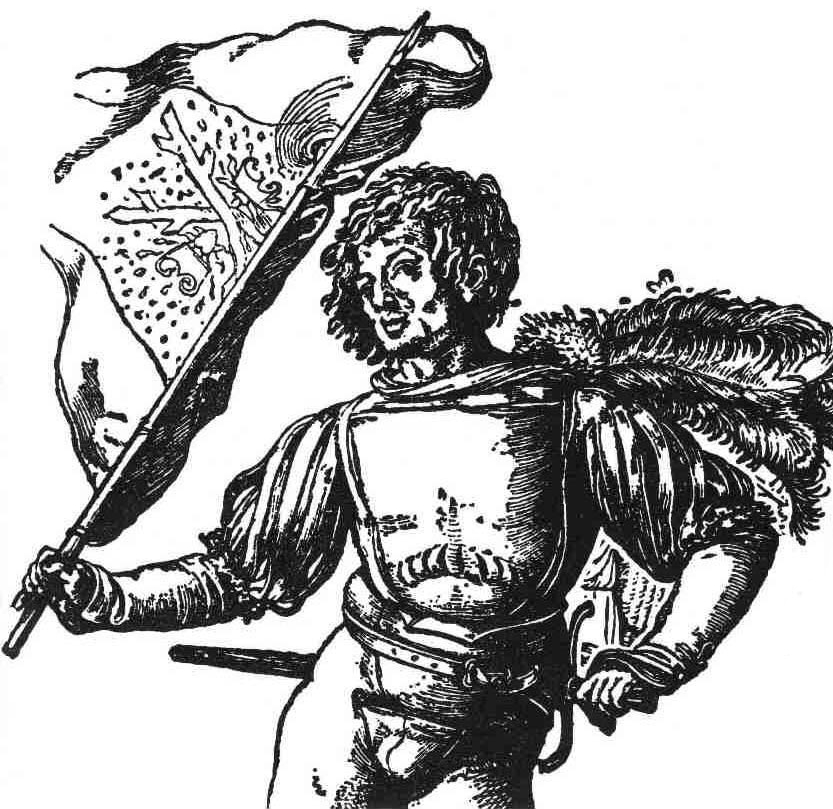
Der Untergrombacher Bauernführer Joß Fritz, Holzschnitt von Albrecht Dürer

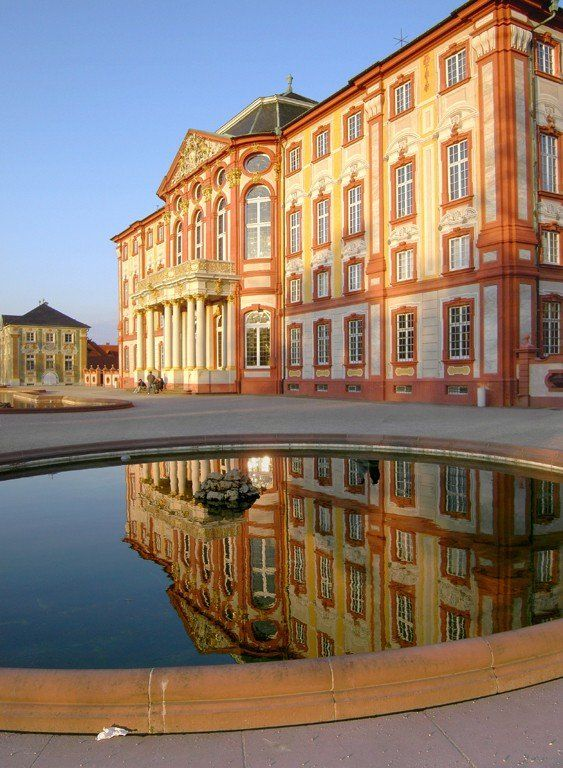
Barock-Schloss Bruchsal

Markgräfin Amalie von Baden

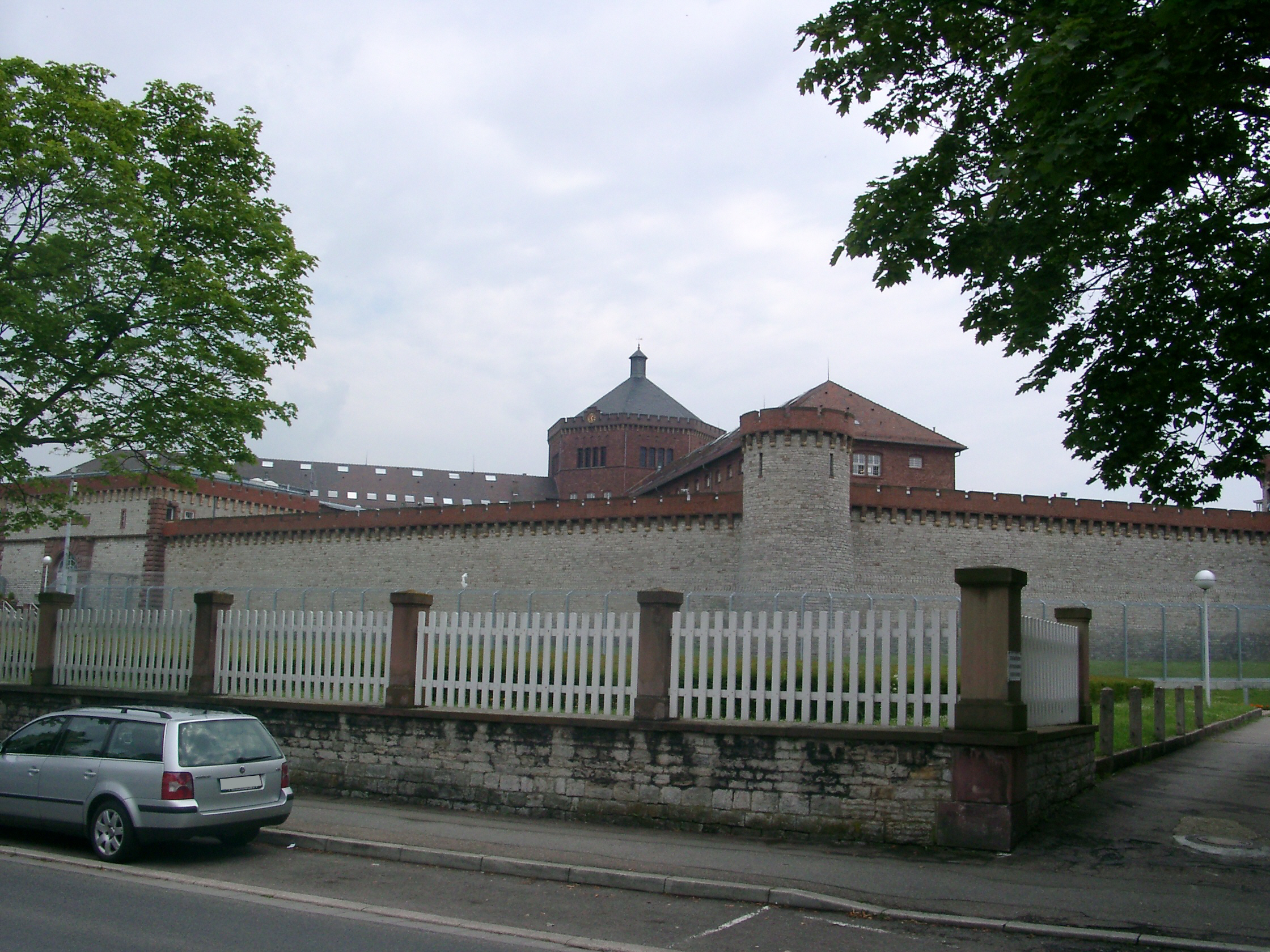
Café Achteck, das frühere Zuchthaus und die heutige Justizvollzugsanstalt Bruchsal

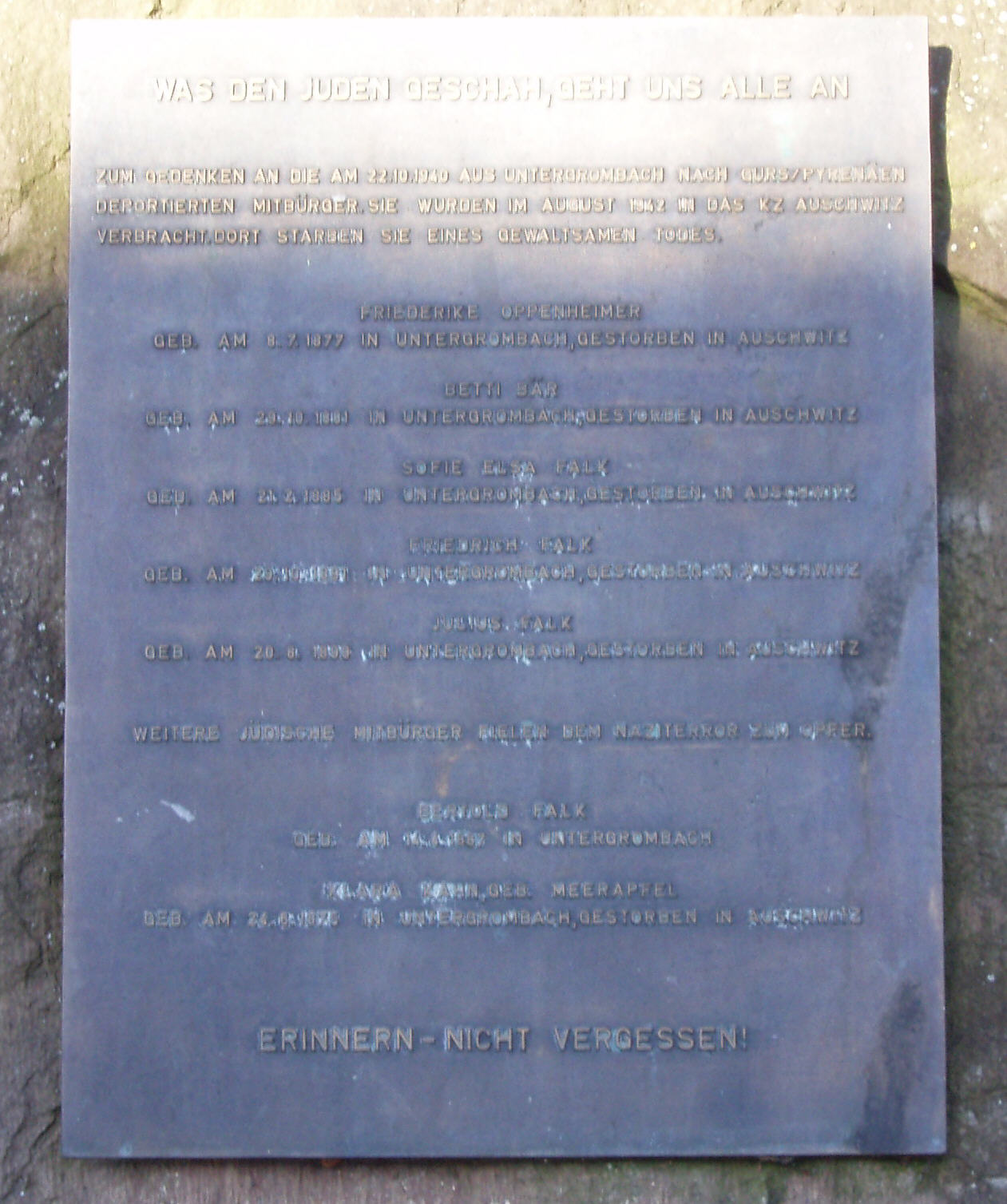
Gedenktafel für jüdische Opfer der Naziherrschaft in Untergrombach

1502 wählte der erste Bauernaufstand (Bundschuh-Bewegung) unter Joß Fritz aus Untergrombach Bruchsal zum Angriffsziel. Durch Verrat wurden die Anführer gefasst, zehn im Schlosshof des alten Schlosses enthauptet. Joß Fritz entkam in den Südschwarzwald. Der Bauernaufstand erreichte 1525 seinen Höhepunkt. Teuerung, Hungersnot und Pest trugen zum Aufstand auch der Bürger bei. Der Aufstand wurde von den Truppen des Kurfürsten und Erzbischofs  niedergeschlagen. Die bekannten Bauern-Anführer Hall, Wurm und der Pfarrer Anton Eisenhut wurden gefasst und im Schlosshof enthauptet.
Im Dreißigjährigen Krieg wurde Bruchsal 1622 von Truppen des Grafen Peter Ernst von Mansfeld verwüstet. 1644 plünderte die französische Garnison aus Philippsburg die Stadt, auch 1676 wurde Bruchsal durch die Franzosen teilweise zerstört und am 10. August 1689 unter dem Befehl des französischen Generals Duras erneut beschossen und dabei völlig zerstört. Bruchsal zählte zu diesem Zeitpunkt noch 130 Einwohner.
Am 24. April 1711 weilte Prinz Eugen von Savoyen in Bruchsal. 1716 siedelte der Bischof von Speyer, Heinrich von Rollingen, mit seinem Hof in das Bruchsaler Schloss über. Damit wurde Bruchsal Residenzstadt des Bistums Speyer. Die Stadt wurde gleichzeitig Sitz des Vizedomamts, welches das größte rechtsrheinische Amt des Hochstifts darstellte. 1719 wurde Kardinal Damian Hugo von Schönborn neuer Fürstbischof. Unter seiner Verwaltung entstanden durch die Pläne Balthasar Neumanns unter anderem ab 1722 das neue Barock-Schloss und ab 1742 die Peterskirche.
Franz Christof von Hutten, der Nachfolger Schönborns, vollendete 1743 die umfangreichen Baumaßnahmen der Barockstadt Bruchsal, darunter auch Damianstor und Kaserne. Um 1755 wurde auf seine Veranlassung hin das heutige Schönborn-Gymnasium eingerichtet. 1770 trat der neue Bischof Graf Damian August Philipp Karl von Limburg-Stirum sein Amt an. Bruchsal zählte damals 6.000 Einwohner.
1796 besetzen französische Truppen im Laufe des Ersten Koalitionskrieges die Stadt.

## 19. Jahrhundert
1803 gingen die kirchlichen Besitzungen durch die Säkularisation an Baden über. Das bisherige Vizedomamt Bruchsal innerhalb des Bistums Speyer wurde in die beiden badischen Ämter Stadtamt Bruchsal und Landamt Bruchsal aufgeteilt, welche 1807 zum Oberamt vereinigt, 1809 wieder in ein Stadt- und ein erstes sowie ein zweites Landamt geteilt und 1819 erneut zum Oberamt Bruchsal vereinigt wurden.
1806 bezog Markgräfin Amalie von Baden (1754–1832), aus dem Hause Hessen-Darmstadt, seit 1801 Witwe, das Bruchsaler Schloss (bis 1823). Sie bekam acht Kinder, darunter sechs Töchter und galt als Schwiegermutter Europas:
- Ihr Sohn (der zweite Sohn verstarb nach sechs Monaten), der spätere Großherzog Karl, wurde auf Weisung Napoleons mit Stéphanie de Beauharnais, einer Nichte seiner Gattin Joséphine verheiratet. Stephanie gebar 1812 einen Sohn, der neugeborene Prinz verstarb nach 14 Tagen – daraus entstand die Kaspar-Hauser-Legende. Dass Markgräfin Amalie über diese Erbfolge nicht begeistert war, ist dagegen keine Legende.
- Ihre Tochter Luise wurde die russische Zarin Elisabeth, mit Alexander I. verheiratet.
- Ihre Tochter Friederike wurde Königin von Schweden (ab 1807 Asyl in Bruchsal) – mit Gustav IV. Adolf verheiratet.
- Ihre Tochter Maria war mit Friedrich Wilhelm, Herzog von Braunschweig verheiratet.
- Zwei andere Töchter waren mit den Regenten von Bayern und Hessen-Darmstadt verheiratet.

Nach dem Ende Napoleons weilten 1815 der russische Zar Alexander, der Fürst von Metternich, der König Friedrich Wilhelm III. von Preußen sowie dessen Sohn, der spätere Kaiser Wilhelm, bei Amalie im Bruchsaler Schloss.
1841 wurde die Eisenbahnlinie Heidelberg-Bruchsal-Karlsruhe mit dem ersten Bahnhof Bruchsal fertiggestellt.
1848/1849 streifte die badische Revolution Bruchsal nur am Rande. Während die Revolutionäre (Struve, Brentano, Goegg und andere) sich im Schloss versammelten und berieten, befreiten die Bürgerlichen Inhaftierte aus dem kurz zuvor fertiggestellten Zuchthaus. Am 23. Juni 1849 wurden bei dem Gefecht bei Ubstadt die Aufständischen von Kronprinz Wilhelm (Kartätschenprinz) zurückgeschlagen.
1856 wurde die Gasbeleuchtung eingeführt. Bruchsal erhielt die badische Guillotine. 1864 wurde das Oberamt Bruchsal mit dem aufgehobenen Amt Philippsburg zum Bezirksamt Bruchsal vereinigt, das zum neu gebildeten Kreis Karlsruhe gehörte. Am 1. Juni 1869 wurde die älteste deutsche Eisenbahnsignalfabrik (Schnabel-Henning) gegründet, die später durch Siemens & Halske übernommen wurde.
Nach dem Deutsch-Französischen Krieg 1870/1871 wurde Bruchsal zum wichtigen Eisenbahnknotenpunkt.
1881 erhielt die jüdische Gemeinde eine neue Synagoge. Künstlerisch ausgestaltet wurde diese durch den gebürtigen Bruchsaler Kunstmaler Leo Kahn. Die industrielle Revolution führte insbesondere durch die Eisenbahn, den Tabak- und Hopfenanbau zu wirtschaftlichem Aufschwung.
1889 wurden die ersten Telefon-Anschlüsse verlegt.

## 20. und 21. Jahrhundert
1906 wurde das Fürst-Styrum-Hospital gebaut, 1908 der städtische Schlachthof eröffnet. 1914 ließ der Erste Weltkrieg Bruchsal zur Durchgangsstation für Nachschub werden. 1919/1920 wurde die Stadt mit Strom versorgt.
Die Machtübertragung an die Nationalsozialisten 1933 wurde in Bruchsal von der Bevölkerung größtenteils stumm hingenommen. Politische Gegner der Nationalsozialisten und Juden verloren ihre Arbeitsplätze in der Bruchsaler Stadtverwaltung und wurden durch regimetreue Mitarbeiter ersetzt. Oberbürgermeister Meister und Bürgermeister Mehner konnten zunächst ihre Ämter weiter ausüben, bevor sie im Juli 1933 entlassen (Meister) bzw. im Januar 1934 (Mehner) in den Ruhestand versetzt wurden.
1934 wurde die Autobahn Heidelberg–Bruchsal gebaut. 1936 wurde das Bezirksamt Bruchsal um einige Gemeinden des aufgelösten Bezirksamtes Bretten vergrößert. 1939 wurde aus dem Bezirksamt Bruchsal der Landkreis Bruchsal, dem bis zum Beginn der Gemeindereform 1970 insgesamt 38 selbständige Städte und Gemeinden angehörten.
In den Novemberpogromen 1938 wurde die große Synagoge zerstört (heute befindet sich an dieser Stelle das Feuerwehrhaus). Seit 1966 erinnert eine Gedenktafel an dieses Geschehen. Am 22. Oktober 1940, im Zuge der Deportation der badischen Juden, wurde auch die jüdische Bevölkerung von Bruchsal nach Gurs deportiert. Viele waren zu diesem Zeitpunkt allerdings schon ausgewandert. In Bruchsal lebten insgesamt noch 90 Juden.
Zwischen dem 22. Juni 1944 und dem 25. Januar 1945 wurden in der Richtstätte in der Seilersbahn 55 Personen mit dem Fallbeil hingerichtet. Weitere neun Menschen wurden am 20. März 1945 in einem Steinbruch bei Bruchsal erschossen. Im Bürgerpark der Stadt Bruchsal, der sich auch über den Bereich der ehemaligen Richtstätte erstreckt, wurde für die Hingerichteten ein Denkmal errichtet.
Am 1. März 1945 kurz vor 14.00 Uhr tötete ein Bombenangriff der United States Army Air Forces (USAAF) mit 116 schweren Bombern mehr als 1.000 Menschen und zerstörte unmittelbar vor Kriegsende (die Alliierten standen bereits am Rhein noch rund 20 km entfernt) die komplette Innenstadt sowie das Schloss der damals 12.000 Einwohner zählenden Stadt.
Am 2. April 1945 rückten Verbände der 1. Französischen Armee kampflos in Bruchsal ein. In den folgenden Tagen kam es zu zahlreichen Vergewaltigungen  Bruchsaler Mädchen und Frauen durch die französischen Kolonialtruppen (siehe dazu Sexuelle Gewalt im Zweiten Weltkrieg). Zwischen November 1945 und März 1946 wurden in Bruchsal 13 Personen hingerichtet, die wegen ihrer Beteiligung an nationalsozialistischen Kriegsverbrechen von amerikanischen Militärgerichten zum Tode verurteilt worden waren. Hierunter waren an Fliegermorden Beteiligte sowie drei Bedienstete der NS-Tötungsanstalt Hadamar, in der über 600 Zwangsarbeiter ermordet worden waren.
Nachdem die Einwohnerzahl 1955 die Grenze von 20.000 überschritten hatte, wurde Bruchsal am 1. April 1956 Große Kreisstadt. Am 1. Juli 1971 wurden Untergrombach und die Stadt Obergrombach eingemeindet, genau ein Jahr später die Nachbargemeinden Büchenau und Helmsheim. Am 1. Januar 1973 wurde im Rahmen der baden-württembergischen Kreisreform der Landkreis Bruchsal aufgehoben. Sein Gebiet wurde dem Landkreis Karlsruhe zugeordnet. Bruchsal verlor die Eigenschaft einer Kreisstadt, blieb aber Mittelzentrum innerhalb des Oberzentrums Karlsruhe. Am 1. Oktober 1974 wurde die Stadt Heidelsheim eingemeindet. 1994 hat Bruchsal die 40.000-Einwohner-Marke überschritten.
Das heutige Gefängnis (Café Achteck) dient als Sicherungsstätte, vor allem für Schwerverbrecher und verurteilte Terroristen (RAF).